# Shigenori Tōgō
Shigenori Tōgō 東郷茂徳 (Tōgō Shigenori) (10 de dezembro de 1882 - 23 de julho de 1950) foi Ministro das Relações Exteriores do Japão durante os dois primeiros anos da Segunda Guerra Mundial.